# Liste des communes françaises du Cher ayant changé de nom au cours de la Révolution
Pour un article plus général, voir Liste des communes françaises ayant changé de nom au cours de la Révolution.
Cet article présente la liste des communes françaises du Cher ayant changé de nom au cours de la Révolution. 

## Cher
Les noms des communes qui ont conservé leur nom révolutionnaire sont surlignés en bleu ciel.
| Commune                                                     | Nom révolutionnaire      | Notice Ehess-Cassini |
| ----------------------------------------------------------- | ------------------------ | -------------------- |
| Celle (La) (devenue La Celle-Condé)                         | La Celle-sur-Arnon       | no 7405              |
| Chapelle-Montlinard (La)                                    | Montlinard               | no 8288              |
| Châteaumeillant                                             | Tell-le-Grand            | no 8665              |
| Châteauneuf-sur-Cher                                        | Montagne-sur-Cher        | no 8686              |
| Châtelet (Le)                                               | Librefeuille             | no 8753              |
| Condé (absorbée par La Celle-Condé, Lignières et Montlouis) | Libre-Puy                | no 10099             |
| Corquoy                                                     | Corquoy-le-Libre         | no 10384             |
| Culan                                                       | Arnon-Libre              | no 11330             |
| Dun-le-Roi                                                  | Dun-sur-Auron            | no 12299             |
| Henrichemont                                                | Mont-Libre               | no 16952             |
| Ids-Saint-Roch                                              | Ids-sur-Arnon            | no 17451             |
| Neuvy-Deux-Clochers                                         | Neuvy-la-Fontaine        | no 24954             |
| Neuvy-Deux-Clochers                                         | Neuvy-sur-Fontaine       | no 24954             |
| Saint-Amand-Montrond                                        | Libreval                 | no 30313             |
| Saint-Baudel                                                | Beau-Libre               | no 30648             |
| Saint-Bouize                                                | Les Jardins              | no 30769             |
| Saint-Christophe-le-Chaudry                                 | Chaudry                  | no 30928             |
| Saint-Doulchard                                             | Unité-sur-Yèvre          | no 31231             |
| Saint-Georges-sur-la-Prée                                   | Égalité-sur-Prée         | no 31982             |
| Saint-Georges-sur-la-Prée                                   | Montagne-sur-la-Prée     | no 31982             |
| Saint-Germain-des-Bois                                      | Bellevue-les-Bois        | no 32074             |
| Saint-Germain-du-Puy                                        | La Montagne-du-Puy       | no 32090             |
| Saint-Germain-sur-l'Aubois (devenue Jouet-sur-l'Aubois)     | La Canonnière-sur-Aubois | no 32124             |
| Saint-Hilaire-de-Gondilly                                   | Marat                    | no 32294             |
| Saint-Hilaire-en-Lignières                                  | Vère-sur-Arnon           | no 32279             |
| Saint-Jeanvrin                                              | Bord                     | no 32411             |
| Saint-Laurent                                               | Laurent-des-Bois         | no 32801             |
| Saint-Léger-le-Petit                                        | La Pépinière             | no 32947             |
| Saint-Loup-des-Chaumes                                      | Les Chaumes-Bel-Air      | no 33042             |
| Saint-Martin-des-Champs                                     | Les Champs               | no 33364             |
| Saint-Maur                                                  | Entrevilles              | no 33524             |
| Saint-Maur                                                  | Longbord                 | no 33524             |
| Saint-Outrille                                              | L'Égalité                | no 33886             |
| Saint-Phâlier (réunie à Graçay)                             | La Liberté               | no 34056             |
| Saint-Pierre-les-Bois                                       | Les Bois                 | no 34225             |
| Saint-Pierre-les-Étieux                                     | Beauval                  | no 34172             |
| Saint-Priest-la-Marche                                      | Font-Indre               | no 34285             |
| Saint-Satur                                                 | Thibault-la-Fontaine     | no 34719             |
| Saint-Saturnin                                              | Bombardon                | no 34532             |
| Saint-Vitte                                                 | Fleuriel-sur-Poncignon   | no 35008             |
| Saint-Vitte                                                 | Fleuriel-sur-Queugne     | no 35008             |
| Sainte-Gemme (devenue Sainte-Gemme-en-Sancerrois)           | Bel-Air                  | no 31397             |